# Molnár Petra-gyilkosság
A Molnár Petra-gyilkosság vagy angyalföldi gyilkosság egy nagy sajtóvisszhangot kapott magyarországi bűncselekmény, melynek során a 35 éves Türk Róbert Dániel a gyanú szerint 2023. július 13-án az esti órákban különös kegyetlenséggel meggyilkolta barátnőjét, a 27 éves Molnár Petrát annak albérletében, majd elmenekült. A rendőrség 5 napi hajtóvadászatot követően kerítette kézre a feltételezett gyilkost a fővárosban.

## Háttér
Türk Róbert Dániel a gyilkosság idején 35 éves, iktatóként dolgozó, jól szituált, jó megjelenésű budapesti férfi, ismerősei szerint különösen féltékeny típus, aki szabályosan birtoklási vágyat érzett barátnői iránt. A 27 éves, tiszaújvárosi származású, Budapesten élő Molnár Petrát egy társkereső alkalmazáson keresztül ismerte meg; a nő négy évig élt Olaszországban, ottani párjával történt szakítását követően költözött haza Magyarországra, egy stabil párkapcsolat reményében. A bűntény idején kb. 3 hónapja ismerték egymást.

## A gyilkosság
2023. július 13-án az esti órákban a szomszédok veszekedés, kiabálás zajait vélték hallani az áldozat albérletéből egy XIII. kerületi Véső utca 8. szám alatti társasház harmadik emeletén. Az előzetes gyanú szerint Türk féltékenységből, hirtelen felindulásból végezhetett barátnőjével, vélhetően azért mert az szakítani kívánt a birtokló hajlamú férfival. A rendőrség késő este érkezett meg a lakáshoz, a beszámolók két eltérő változatról szólnak: az egyik szerint az áldozat édesanyja riasztotta a rendőrséget, miután nem tudta elérni lányát; a másik verzió szerint maga a tettes hívta fel őket, mielőtt elmenekült a helyszínről. A kiérkező járőrök a lakásba nem tudtak bejutni, így a tűzoltóságot hívták, akik felfeszítették a bejárati ajtót. A fiatal nő holttestét a nappaliban találták meg.
Másnap reggelre a feltételezett elkövetőt, a lány barátját azonosították, ellene emberölés miatt elfogatóparancsot adtak ki, ám napokig nem sikerült a nyomára akadni, a lakossági bejelentések vagy tévesek voltak, vagy nem vezettek eredményre. Egyesek azt feltételezték, hogy a férfi öngyilkos lett, mások szerint külföldre menekült; a rendőrség azonban nem adott ki ellene nemzetközi elfogatóparancsot. Július 18-án reggel a férfi Instagram-fiókját privátra állították, ami arra utalt hogy életben van.
Pár órával később, július 18-án 12:50 perckor a BRFK Bűnügyi Bevetési Osztály egységei sikeresen elfogták a gyanúsítottat Óbudán, a Római-parton.
Az eset óriási sajtóvisszhangot kapott az országban.